# الجدد (العامرية)
الجدد هي إحدى مشيخات المملكة المغربية، تتبع جغرافيا لإقليم سيدي بنور وإداريًا لالعامرية. يقدر عدد سكانها بـ 5346 نسمة حسب الإحصاء الرسمي للسكان والسكنى لسنة 2004.